# Barryville-New Jersey
Pour l’article homonyme, voir Barryville (New York).
Barryville-New Jersey est un village du comté de Northumberland, à l'est de la province canadienne du Nouveau-Brunswick. Il est une autorité taxatrice du DSL de la paroisse d'Alnwick. Il fait partie de la municipalité d'Alnwick depuis 2023.

## Toponyme
Barryville est probablement nommé en l'honneur de James Barry, le premier maître des postes en 1905 ou de Edward Barry, un propriétaire terrien. L'origine du nom New Jersey est inconnue mais, au XIXe siècle, l'établissement portait le nom de Burnt Church.

## Géographie
Barryville-New Jersey est situé sur la rive nord de la rivière Miramichi. Comme son nom l'indique, le village est composé de deux hameaux, Barryville à l'ouest et New Jersey à l'est. Ils sont situés à une certaine distance de la rivière, car il y a des marais au bord.

### Géologie
Le sous-sol de Barryville-New Jersey est composé principalement de roches sédimentaires du groupe de Pictou datant du Pennsylvanien (entre 300 et 311 millions d'années).

## Histoire
New Jersey, aussi appelé Burnt Church, est fondé vers 1800 par des colons originaires de Miramichi.

## Démographie
| 2001 | 2006 | 2011 |
| ---- | ---- | ---- |
| 258  | 250  | 216  |

| 2016 | 2021 | - |
| ---- | ---- | - |
| 210  | 214  | - |

## Histoire
Barryville-New Jersey est situé dans le territoire historique des Micmacs, plus précisément dans le district de Sigenigteoag, qui comprend l'actuel côte Est du Nouveau-Brunswick, jusqu'à la baie de Fundy.
En 1825, le territoire est touché par les Grands feux de la Miramichi, qui dévastent entre 10 000 km2 et 20 000 km2 dans le centre et le nord-est de la province et tuent en tout plus de 280 personnes,.

## Administration

### Représentation et tendances politiques
Nouveau-Brunswick: Barryville-New Jersey fait partie de la circonscription provinciale de Baie-de-Miramichi—Neguac, qui est représentée à l'Assemblée législative du Nouveau-Brunswick par Serge Robichaud, du Parti progressiste-conservateur. Il fut élu en 2010.
 Canada: Barryville-New Jersey fait partie de la circonscription électorale fédérale de Miramichi, qui est représentée à la Chambre des communes du Canada par Tilly O'Neill-Gordon, du Parti conservateur. Elle fut élue lors de la 40e élection fédérale, en 2008.